# Конуи (град)
Ко̀нуи (на уелски: Conwy Ко̀нуй) е град в Северен Уелс, графство Конуи. Главен административен център на графство Конуи. Разположен е около левия бряг на устието на река Конуи при вливането ѝ в Ирландско море на около 55 km западно от английския град Ливърпул. На 10 km на изток от Конуи по крайбрежието е уелският град Колуин Бей, а на запад също по крайбрежието на 8 km е уелският град Бангор. Има жп гара и пристанище. Морски курорт. Архитектурна забележителност за града е замъка Конуи Касъл. Населението му е 3847 жители според данни от преброяването през 2001 г.

## История
Конуи е един от малкото средновековни градове във Великобритания, където изцяло са запазени крепостната стена и замъка строен при Едуард I. Градът-крепост е създаден на стратегическо важно място – на брега на река Конуи, за да предпазва от нахлуване по море.

## Забележителности
Замъкът Конуи Касъл е построен между 1282 и 1287. По това време е служил като място за защита и атака на противника. Защитен с каменна стена и осем кръгли кули. Той има два двора – външен и вътрешен, разделени от дебела стена.